# François Victor Éloi Biennourry
François Victor Eloi Biennourry est un peintre français né le 10 janvier 1823 à Bar-sur-Aube, et mort le 11 décembre 1893 à Paris.

## Biographie
Fils d'Étienne Pierre Victor Biennourry et de Marguerite Clémence Pellet, François Victor Eloi Biennourry est élève de Michel Martin Drolling qui fut élève de Jacques-Louis David.
Peintre d'histoire, il reçoit de nombreuses commandes publiques sous le Second Empire, pour le palais des Tuileries à Paris (salons de l'Impératrice, cabinet de travail de l'Empereur), pour le palais du Louvre et pour de nombreuses églises parisiennes. En parallèle, il réalise des portraits officiels, dont celui de Charlemagne de Maupas, ministre de la Police générale, un compatriote champenois. En mai 1871, il décrit les Tuileries incendiées.
Il meurt à son domicile à Paris au 19, quai Saint-Michel dans le 5e arrondissement et est inhumé dans la même ville au cimetière du Montparnasse (17e division).

## Œuvres
États-Unis
- New York, Morgan Library and Museum : Jeune homme debout tourné vers la droite, tirant une draperie sur son bras gauche : étude pour un personnage des Œuvres de Miséricorde, église Saint-Eustache, Paris, 1854, craie noire rehaussée de blanc sur papier bleu mis au carreau, 410 × 193 mm[7].

France
- Abbeville, musée Boucher-de-Perthes : Portrait de Lesueur.
- Bar-sur-Aube, hôtel de ville : Ménade endormie, 1846, huile sur toile, 1,23 × 2,12 m, réalisé à Rome pendant son pensionnat à la villa Médicis, don docteur Mougeot[8].
- Besançon, chapelle du lycée[9] : Le Christ au jardin des Oliviers.

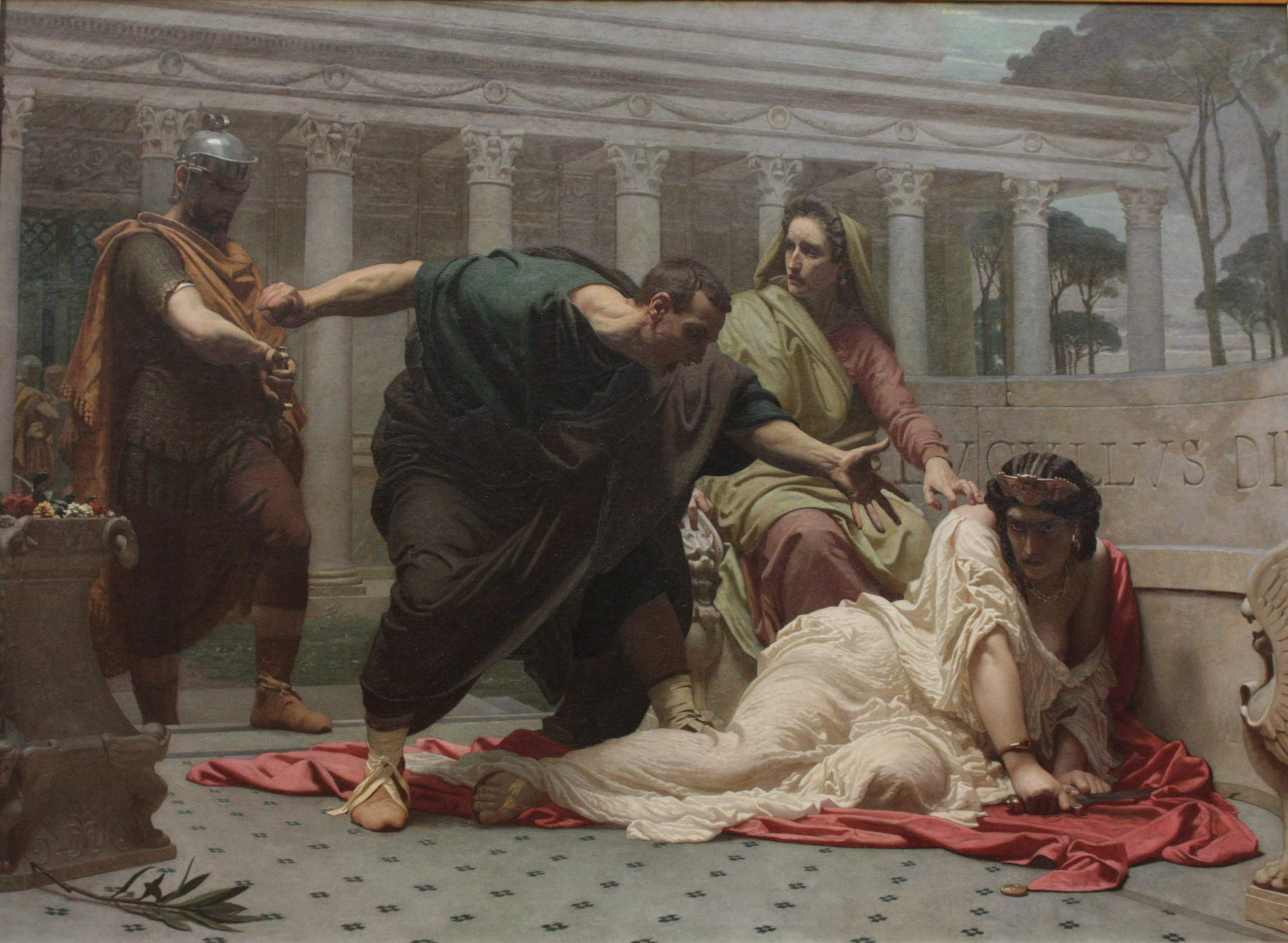
La Mort de Messaline (1850), musée de Grenoble.

- Grenoble, musée de Grenoble : La Mort de Messaline, 1850, huile sur toile, 2,21 × 2,99 m, dépôt de l'État en 1852.
- Paris :
  - École nationale supérieure des beaux-arts : Samuel sacrant David, 1842, huile sur toile, 1,14 × 1,46 cm, prix de Rome de peinture en 1842.
  - lycée Saint-Louis : L'Institution des Quinze-Vingts, 1877, huile sur toile, 3 × 2,50 cm.
  - musée du Louvre : Portrait du pape Pie IX, dessin, 56 × 44 mm, non localisé.
  - palais du Louvre, 
    - Appartements Napoléon III, série de huit médaillons appartenant au décor peint et sculpté des appartements, 1860-1861 : 
      - L'Architecture, mur ouest, RF 1993-29 A[10] ;
      - L'Architecture, mur nord, RF 1993-29 B ;
      - La Musique, angle nord-est, RF 1993-29 C ;
      - La Musique, angle nord-est, RF 1993-29 D ;
      - La Peinture, angle sud-est, RF 1993-29 E ;
      - La Gravure, angle sud-est, RF 1993-29 F ;
      - La Sculpture ornemaniste, angle sud-ouest, RF 1993-29 G ;
      - La grande Sculpture, mu|r ouest, RF 1993-29 H.

    - Salle des Empereurs
      - Dessus de niche : L'Empire romain[11] ;
      - Dessus-de-porte : L'Empire français[12].
- Proverville, église de l'Assomption : Saint Genès, 1846, peint à Rome pendant son pensionnat à la villa Médicis, don du docteur Mougeot[13].
- Rome, villa Médicis :
  - Portrait d'Alexis Roger, 1842, lauréat du prix de Rome en musique ;
  - Portrait de Philippe-Auguste Titeux, 1842, lauréat du prix de Rome en architecture[14].
- Tarbes, église Saint-Jean : Le Baptême de Jésus-Christ, 1858, déposé dans l'église en 1859.
- Troyes, musée des Beaux-Arts :
  - Le Mauvais Riche, Salon de 1848, huile sur toile, 2,99 × 1,44 m, dépôt de l'État en 1850.
  - La Maison du peintre à Pompéi, Salon de 1867, huile sur toile, 1,02 × 0,78 m, dépôt de l'État en 1868.
  - Ésope et son maître Xantus, Salon de 1869, huile sur toile, 1,09 × 0,74 m, dépôt de l'État en 1869.

- Localisation inconnue : Portrait de Michel Martin Drolling, dessin, 13 × 10 mm, collection particulière[15].

### Samuel sacrant David

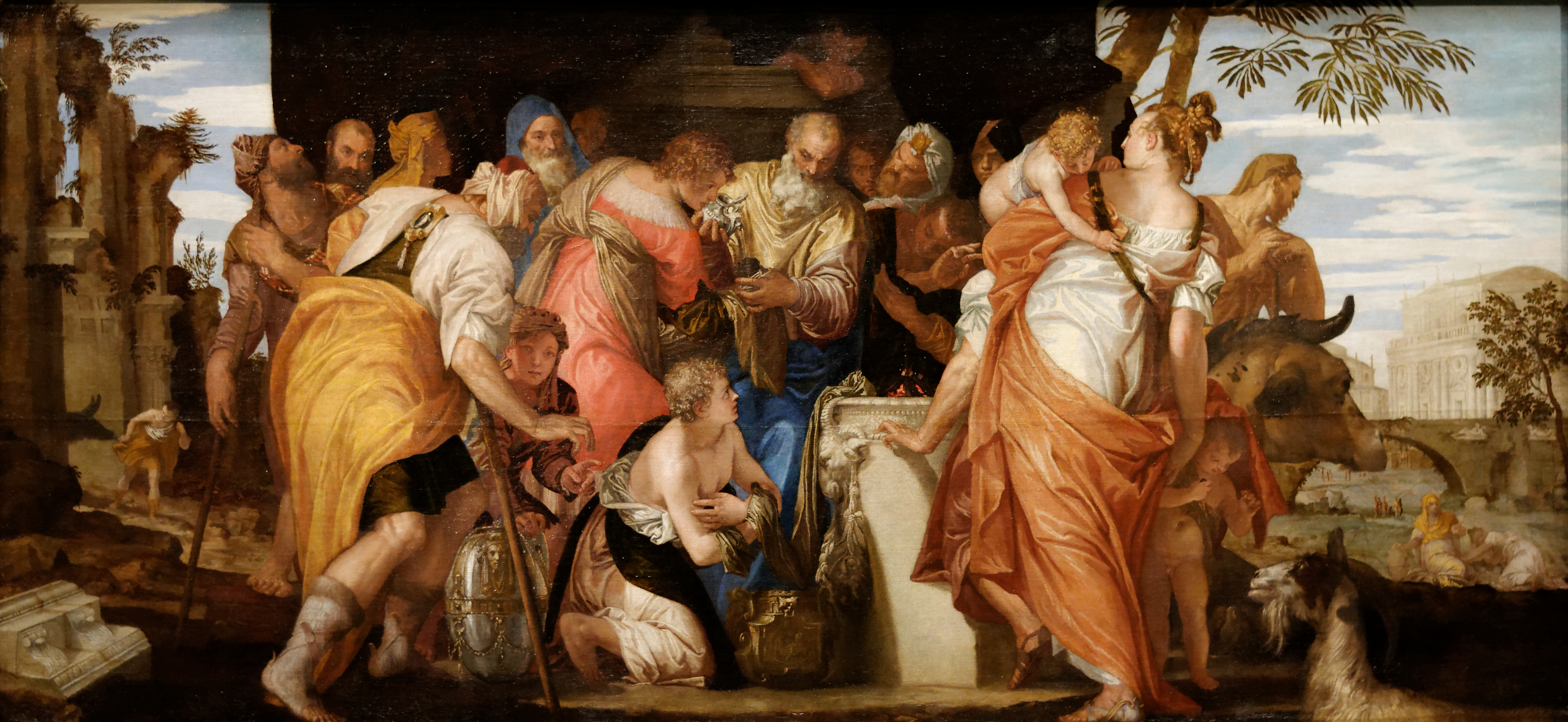
Paul Véronèse, L'Onction de David (vers 1555), musée d'Histoire de l'art de Vienne.

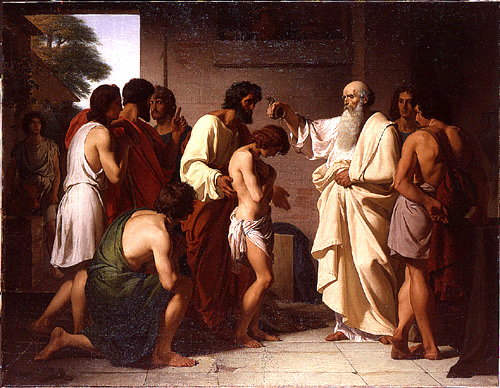
Victor Biennoury, Samuel sacrant David (1842), Paris, École nationale supérieure des beaux-arts.

Victor Biennoury choisit ce passage de l'onction par Samuel pour thème du tableau proposé en 1842 au prix de Rome qu'il remporta et qui lui valut de passer un an à la villa Médicis. Revenu en France, Biennoury devint un peintre en vue, auteur de nombreuses commandes publiques sous le Second Empire, notamment pour des églises parisiennes. Son Samuel sacrant David est d'une composition particulièrement lumineuse, harmonieuse et équilibré. Contrairement à l’illustre précédent commis par Paul Véronèse (vers 1555, L'Onction de David), Biennoury a resserré la scène, préférant une sorte de portrait de famille à la mise en scène d'un festin. Samuel, tout de blanc vêtu, austère et solennel, attire le regard.
« Samuel prit la corne pleine d'huile, et lui donna l'onction au milieu de ses frères » (1 S 16, 13). Les frères sont répartis autour de David, en deux groupes inégaux qui complètent à droite Samuel et à gauche Jessé et David, comme autant de spectateurs, regardant presque tous l'événement, sauf un qui, doigt levé, semble commenter. Au premier plan, l'un d'eux est agenouillé : il sert de relais aux sentiments d'admiration et d'étonnement que le spectateur est invité à éprouver. Dans la pénombre du soir, à gauche, le septième frère, main sur un bovidé, rappelle le troupeau confié à David.
Biennoury a travaillé avec soin la diversité des postures, presque comme des études anatomiques, de manière à rendre la scène animée sans pour autant tomber dans l'agitation. Les couleurs témoignent de ce même souci d'équilibre sans exubérance. L'onction est solennelle, comme le signale la gravité de Samuel,.

### Décors religieux
En 1850, Victor Biennoury est sollicité pour les décors d'une chapelle de l'église Saint-Eustache à Paris, et en 1852 pour les chapelles Saint-Pierre et Saint-Paul de l’église Saint-Séverin.

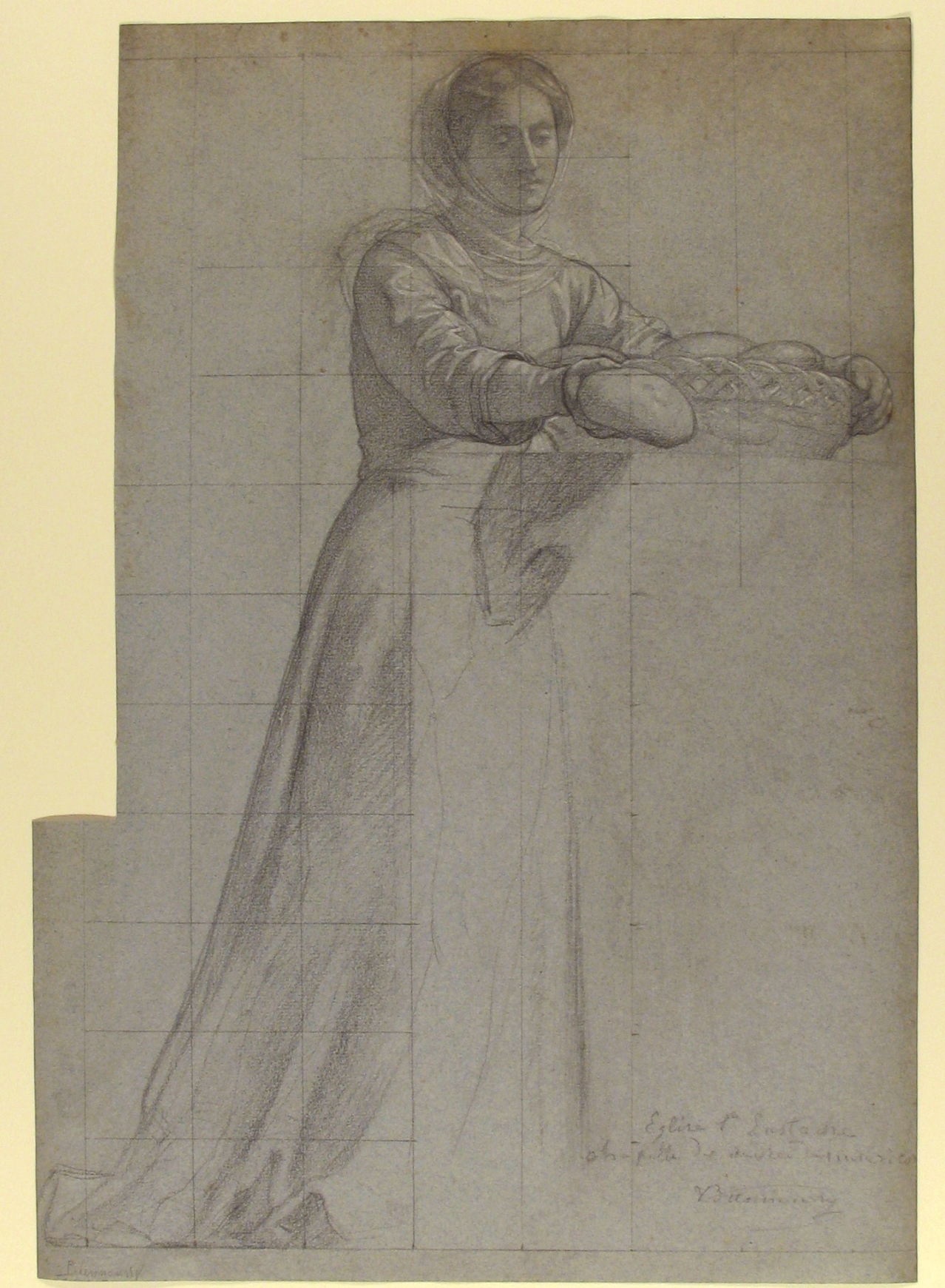
Une femme distribuant du pain (vers 1850-1853), étude pour Les Œuvres de Miséricorde de l'église Saint-Eustache de Paris, New York, Metropolitan Museum of Art.
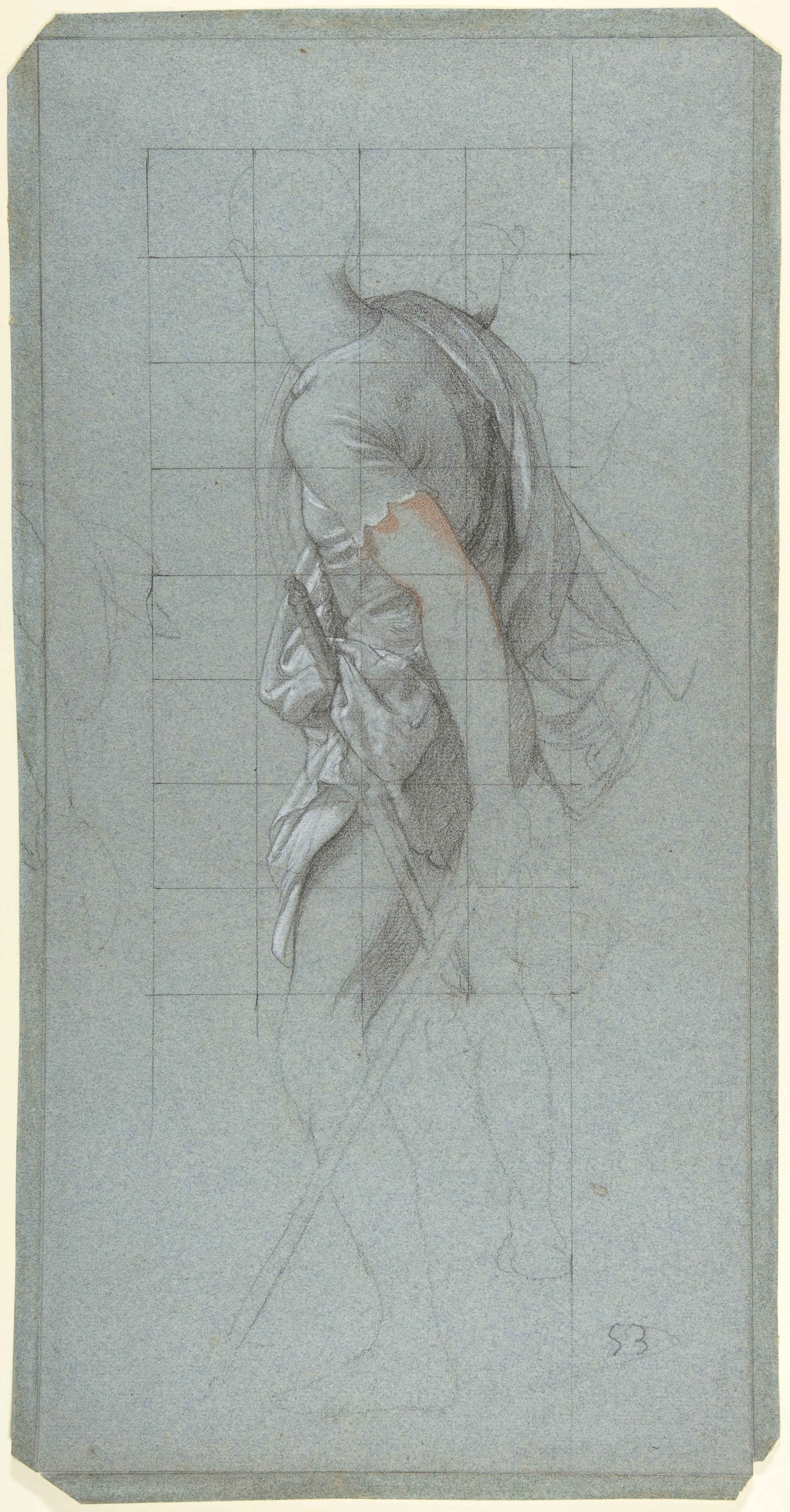
Soldat debout (vers 1851-1852), étude pour l'église Saint-Séverin à Paris, New York, Metropolitan Museum of Art.
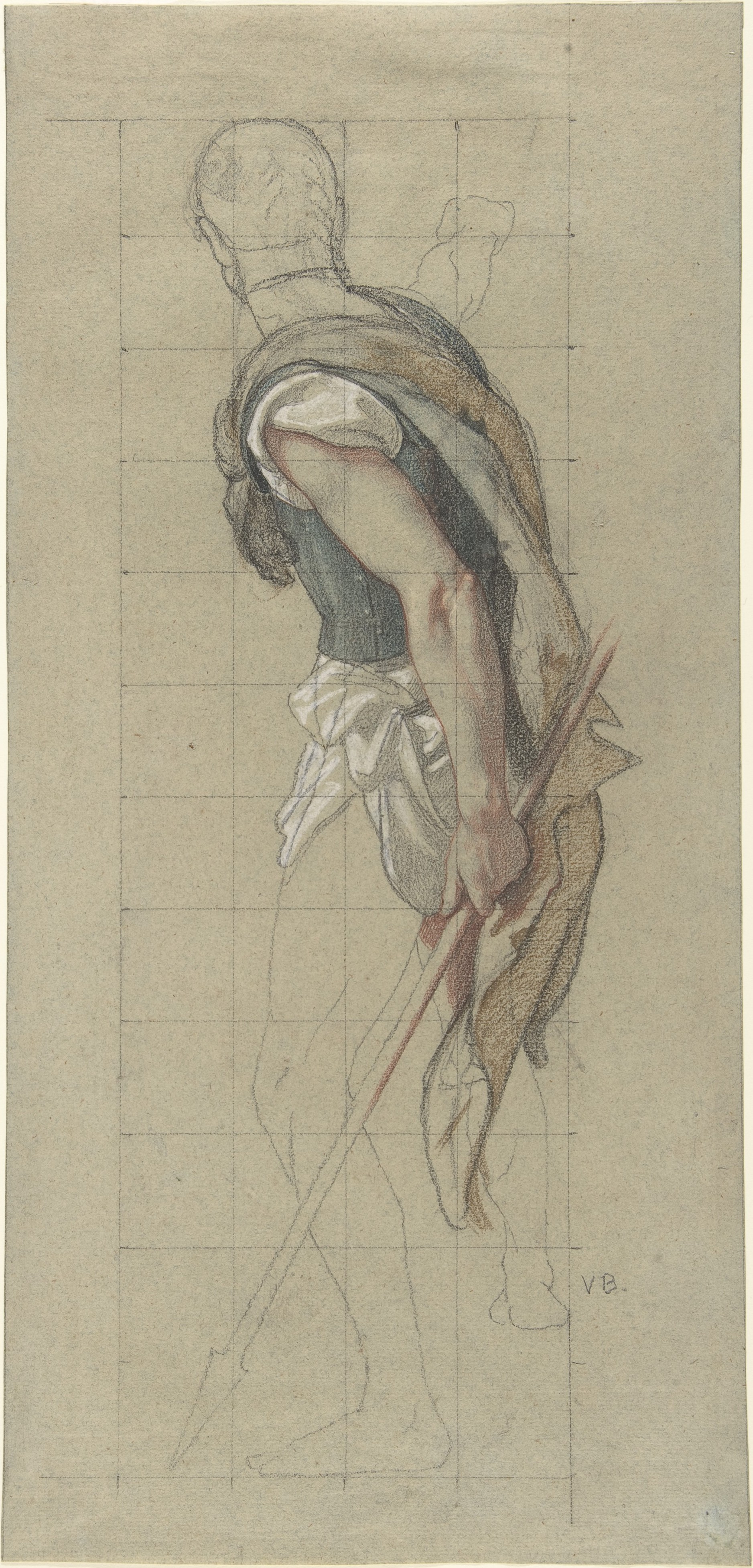
Étude d'un soldat, (vers 1851-1852), étude pour l'église Saint-Séverin à Paris, New York, Metropolitan Museum of Art.

## Élèves
- Louis Sinet (1835-1920)